# Mercedes (prénom)
Pour les articles homonymes, voir Mercedes.
Cette page présente le prénom Mercedes ainsi que ses variantes.
Mercedes est un prénom féminin espagnol. La forme Mercédès existe aussi en français.

## Origine et variantes
Le mot Mercedes qui signifie « miséricorde » vient du mot latin merced-, mercis, signifiant lui-même « salaire, récompense ». Il acquiert le sens de « faveur, pitié » en latin vulgaire.
En tant que prénom, Mercedes dérive des prénoms féminins María de las Mercedes et María Mercedes qui se réfèrent au vocable Notre-Dame de la Merci de la Vierge Marie.
Ses formes hypocoristiques sont Merche, Merceditas et Meche[réf. souhaitée].

## Équivalents
- en allemand : Mercedes
- en anglais : Mercedes, Mercy[1]
- en basque : Mertxe[réf. souhaitée]
- en catalan : Mercè[1]
- en espagnol : Mercedes, Merche[1]
- en hongrois : Mercédesz[1]
- en italien : Mercede

## Fête
- 12 juin[réf. souhaitée]
- 24 septembre[2]

## Personnalités
- Pour l'ensemble des articles sur les personnes portant ce prénom, consulter :
  - la liste des articles dont le titre commence par ce prénom
  - les listes produites par Wikidata : Liste des personnes de prénom « Mercedes » — même liste en incluant les éventuels prénoms composés qui contiennent « Mercedes ».

Notamment :

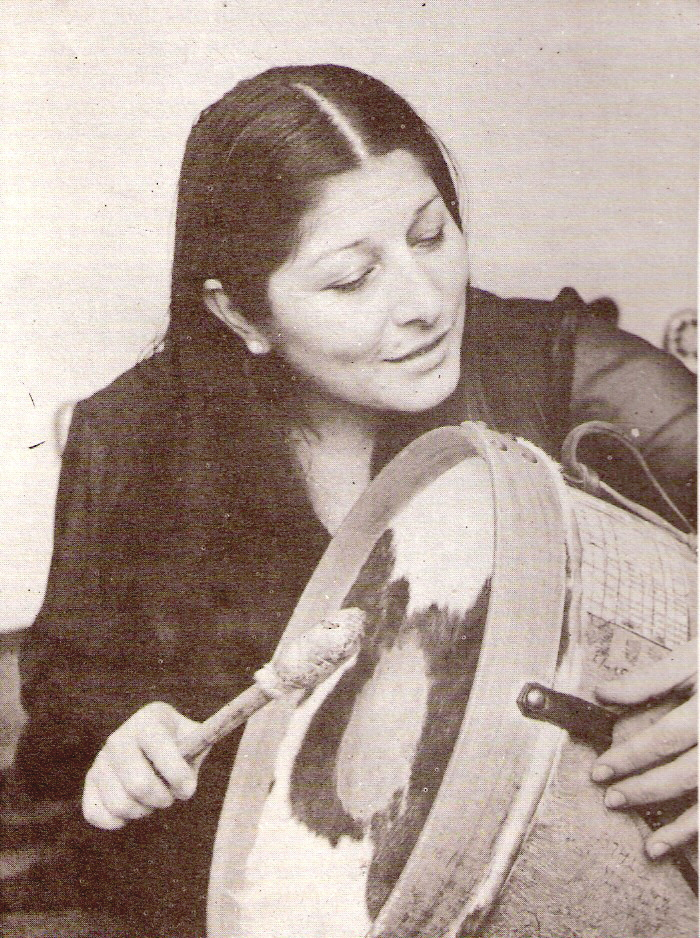
La chanteuse argentine Mercedes Sosa.

- Mercédès Jellinek (1889-1929), fille du fondateur de la marque Mercedes ;
- Mercedes d'Orléans (1860-1878), reine d'Espagne.

## Personnages de fiction
- Mercédès, dans le roman d'Alexandre Dumas Le Comte de Monte-Cristo ;
- Mercedes, dans le roman de Jack London L'Appel de la nature ;
- Mercédès, dans l'opéra Carmen de Georges Bizet ;
- Mercedes, un personnage du film Le Labyrinthe de Pan ;
- Mercedes, l'un des cinq personnages principaux du jeu vidéo Odin Sphere ;
- Mercedes "Meche" Colomar, du jeu vidéo Grim Fandango ;
- Mercedes Cortez, du jeu vidéo Grand Theft Auto : Vice City ;
- Mercedes, la reine des elfes et l'un des six héros du jeu vidéo MapleStory ;
- Mercedes Jones, de la série télévisée Glee ;
- Mercedes Lane, le personnage de Heather Graham dans le film Plein pot de 1988 ;
- Mercedes von Martritz des jeux vidéo Fire Emblem : Three Houses et Fire Emblem Warriors : Three Hopes ;
- Mercedes (Mercy) Thompson, personnage principal d'une série de romans de Patricia Briggs.